# Philipp Köhn
Philipp François Köhn (Dinslaken, 2 aprile 1998) è un calciatore svizzero con cittadinanza tedesca, portiere del Monaco e della nazionale svizzera.

## Carriera
Inizia la propria carriera in Germania, dove milita nelle giovanili di Duisburg, Schalke 04 e Stoccarda prima di passare al RB Lipsia nel 2017.
Nel 2018 viene ceduto al Salisburgo che lo aggrega alla squadra affiliata del Liefering; debutta fra i professionisti il 14 settembre in occasione dell'incontro di seconda divisione vinto 1-0 contro l'Amstetten.
Nel 2020 passa in prestito al Wil, in Challenge League, dove disputa una stagione da titolare.
Confermato in rosa dal Salisburgo, viene promosso come titolare nel 2021.
Dopo 2 annate con la squadra austriaca, il 15 luglio 2023, diventa ufficialmente un nuovo giocatore del Monaco, firmando un contratto quinquennale valido fino al 30 giugno 2028.

## Statistiche

### Presenze e reti nei club
Statistiche aggiornate al 11 luglio 2024.
| Stagione          | Squadra           | Campionato        | Campionato | Campionato | Coppe nazionali | Coppe nazionali | Coppe nazionali | Coppe continentali | Coppe continentali | Coppe continentali | Altre coppe | Altre coppe | Altre coppe | Totale | Totale | Totale |
| Stagione          | Squadra           | Comp              | Pres       | Reti       | Comp            | Pres            | Reti            | Comp               | Pres               | Reti               | Comp        | Pres        | Reti        | Pres   | Reti   |        |
| ----------------- | ----------------- | ----------------- | ---------- | ---------- | --------------- | --------------- | --------------- | ------------------ | ------------------ | ------------------ | ----------- | ----------- | ----------- | ------ | ------ | ------ |
| 2018-2019         | Liefering         | EL                | 12         | -26        | -               | -               | -               | -                  | -                  | -                  | -           | -           | -           | 12     | -26    |        |
| 2019-2020         | Salisburgo        | BL                | 0          | 0          | CA              | 0               | 0               | UCL                | 0                  | 0                  | -           | -           | -           | 0      | 0      |        |
| 2020-2021         | Wil               | CL                | 32         | -41        | CS              | 1               | 0               | -                  | -                  | -                  | -           | -           | -           | 33     | -41    |        |
| 2021-2022         | Salisburgo        | BL                | 28         | -17        | CA              | 3               | -2              | UCL                | 10                 | -16                | -           | -           | -           | 41     | -35    |        |
| 2022-2023         | Salisburgo        | BL                | 32         | -21        | CA              | 2               | -1              | UCL+UEL            | 6+2                | -9+-2              | -           | -           | -           | 42     | -33    |        |
| Totale Salisburgo | Totale Salisburgo | Totale Salisburgo | 60         | -38        |                 | 5               | -3              |                    | 18                 | -27                |             | -           | -           | 83     | -68    |        |
| 2023-2024         | Monaco            | L1                | 22         | -32        | CF              | 0               | 0               | -                  | -                  | -                  | -           | -           | -           | 22     | -32    |        |
| Totale carriera   | Totale carriera   | Totale carriera   | 126        | -137       |                 | 6               | -3              |                    | 18                 | -27                |             | -           | -           | 150    | -167   |        |

## Palmarès

### Club

#### Competizioni nazionali
- Campionato austriaco: 3

Salisburgo: 2019-2020, 2021-2022, 2022-2023
- Coppa d'Austria: 2

Salisburgo: 2019-2020, 2021-2022